# Sing Me a Lullaby, My Sweet Temptation
| Recensione       | Giudizio |
| ---------------- | -------- |
| AllMusic         | [ 2 ]    |
| Spectrum Culture | 65/100   |

Sing Me a Lullaby, My Sweet Temptation è il terzo album in studio del duo hip hop statunitense $uicideboy$.
È stato pubblicato il 29 luglio 2022 dall'etichetta G*59 Records.
Le produzioni sono state curate dal membro del duo $crim, sotto lo pseudonimo Budd Dwyer.

## Antefatti
L'album è stato anticipato dai singoli THE_EVIL_THAT_MEN_DO, pubblicato il 22 aprile 2022, e Escape from BABYLON, pubblicato il 10 giugno dello stesso anno.

## Tracce
Testi di Aristos Petrou e Scott Arceneaux Jr., musiche di Scott Arceneaux Jr..
1. Genesis – 2:42
2. Matte Black – 3:58
3. Fucking Your Culture – 3:15
4. 1000 Blunts – 2:55
5. In Constant Sorrow – 2:38
6. Escape from BABYLON – 2:21
7. Ashes of Luxury – 1:37
8. Resistance Is Useless – 2:22
9. Eulogy – 3:47
10. No Matter Which Direction I'm Going In, I Never Chase These Hoes – 2:34
11. $uicideboy$ Were Better in 2015 – 2:23
12. Unlucky Me – 2:35
13. THE_EVIL_THAT_MEN_DO – 2:53

### Campionamenti
- Genesis campiona il tema Game Over di Super Mario World, prodotto da Koji Kondo e facente parte della soundtrack ufficiale del gioco, uscita nel 1990. Campiona inoltre Ugly dei $uicideboy$, estratta da High Tide in the Snake’s Nest del 2015 e interpola Exodus, facente parte dello stesso mixtape[6].
- Matte Black campiona Makin’ it Rich di DJ Fila and Rod[7].
- Fucking Your Culture interpola Fuck Your Culture dei $uicideboy$, estratta dal mixtape Stop Staring at the Shadows del 2019[8].
- 1000 Blunts interpola 100 Blunt$, dei $uicideboy$, estratta dalla raccolta KILL YOUR$ELF $agas: I - V del 2014. Campiona inoltre Bolide del Kllo, estratta da Well Worn del 2016, Creepin Like A Hitman e Gotta Get Some Ends del 1994 di Kingpin Skinny Pimp[9].
- In Constant Sorrow campiona Kickin N Doors di DJ Sound, estratta da DJ Sound Vol. 10: Hatred del 1995 e Ressalva (Melancholy) di Sônia Rosa, estratta da Samba Amour del 1979[10].
- Escape from BABYLON campiona Dirty Tramp, estratta da Vol. 1 - Undaground Release di Kingpin Skinny Pimp e una demo del 2022 di Maybe Tables Turn di Sarah Juers[11].
- Ashes of Luxury campiona Smoked Out, Loced Out di DJ Paul, Juicy J, Lord Infamous, Kingpin Skinny Pimp, Gangsta Blac e Project Pat, estratta da Volume 2: Da Exorcist del 1994 e Something to Chief to di Shawty Pimp[12].
- Resistance Is Useless campiona Stash Pot di Koopsta Knicca, estratta da Da Devil’s Playground del 1999 e Evening Star di Yukata, estratta da Love Light del 1981[13].
- Eulogy campiona Suicidal Thoughts di The Notorious B.I.G., estratta da Ready to Die del 1994[14].
- No Matter Which Direction I'm Going In, I Never Chase These Hoes interpola Pimp Dem Sluts e campiona Soldiers From The Northside di Juicy J, estratte rispettivamente da Vol. 9mm “It’s On” del 1994 e da Chronicles of the Juice Man, Underground Album del 2002[15].
- $uicideboy$ Were Better in 2015 interpola Jacob’s Ladder, estratta dal film Allucinazione perversa del 1990 e composta da Maurice Jarre. Campiona inoltre Kill Yourself (Part III) dei $uicideboy$, estratta da My Liver Will Handle What My Heart Can’t del 2015[16].
- Unlucky Me campiona All Night Long delle SWV, estratta da Waiting to Exhale: Original Soundtrack Album del 1995. Interpola inoltre Lucky Me dei $uicideboy$, estratta da Eternal Grey del 2016[17].

## Classifiche

### Classifiche settimanali
| Classifica (2022)                        | Posizione massima |
| ---------------------------------------- | ----------------- |
| Australian Albums (ARIA)                 | 42                |
| Austrian Albums (Ö3 Austria)             | 26                |
| Belgian Albums (Ultratop Flanders)       | 158               |
| Canadian Albums (Billboard)              | 26                |
| Finnish Albums (Suomen virallinen lista) | 14                |
| German Albums (Offizielle Top 100)       | 47                |
| New Zealand Albums (RMNZ)                | 6                 |
| Swiss Albums (Schweizer Hitparade)       | 51                |
| US Billboard 200                         | 7                 |
| US Top R&B/Hip-Hop Albums (Billboard)    | 2                 |
| US Top Rap Albums (Billboard)            | 1                 |
| US Independent Albums (Billboard)        | 2                 |

### Classifiche di fine anno
| Classifica (2022)                     | Posizione |
| ------------------------------------- | --------- |
| US Top R&B/Hip-Hop Albums (Billboard) | 75        |